# Далматий Кизический
Далматий Кизический (IV в.) — участник I Никейского Вселенского собора. Святой католической церкви.

## Биография
Был монахом в Константинополе, стал епископом Кизикским. В 426 году ученик святителя Иоанна Златоуста Прокл был рукоположен епископом Константинопольским Сисинием во епископа Кизического. «Но между тем как Прокл собирался ехать туда, кизикцы, предупредив его, рукоположили одного подвижника, по имени Далматий. И это сделали они, не обратив внимания на закон, запрещавший рукополагать епископа против воли епископа Константинопольского, а не обратили внимания на этот закон потому, что он давал права одному Аттику», который был епископом Константинопольским в 406-425 годы.
В 431 году Далматий присутствовал на III Вселенском Соборе. Ему принадлежала рукопись актов I Вселенского Собора, которую впоследствии использовал для написания «Церковной истории» сын кизического пресвитера Геласий Кизический (вторая половина V века).